# 曉!!男塾 青年よ、大死を抱け
『曉!!男塾 青年よ、大死を抱け』（あかつき!!おとこじゅく せいねんよ、たいしをいだけ）は、宮下あきらによる日本の漫画作品。

## 概要
『スーパージャンプ』（集英社）にて2001年11号から2010年10号まで連載。各話のサブタイトルの語尾は「○○である!!」となっている。『魁!!男塾』の続編であり、前作の主人公剣桃太郎の息子、剣獅子丸を主人公とし『魁!!男塾』のその後を描く。サブタイトルの「青年よ、大死を抱け」は、ウィリアム・スミス・クラークの言葉「少年よ、大志を抱け」から来ている。
前作と同じく男塾の塾生たちが地獄のしごきで鍛え上げられ、敵と戦い、新たな友情を生んでいく物語である。前作の登場人物は既に卒業してはいるが、塾生の保護者的な立場として要所に登場する。
なお、前作で死亡扱いになっていた塾生（鎮守直廊三人衆やゴバルスキー）も本作では生存している。また、同じく前作の後日談である『天より高く』では生存していた大豪院邪鬼が本作では天挑五輪で死亡していることになっていたりと設定に差異がある。ただし、『魁!!男塾』の頃から確実に死亡したと思われていたキャラクターが復活したり、続編の『極!!男塾』では紙一枚で復活したりしているため、「男塾シリーズ」においてはそれほどの矛盾ではない。

## 登場人物

### 男塾関係者
剣 獅子丸（つるぎ ししまる）
声 - 石川英郎（PS2ゲーム）
主人公。男塾一号生。後に男塾総筆頭となる。剣桃太郎の一人息子で、母親が外国人のため青い瞳を持つ。
黒巣 信長（くろす のぶなが）
男塾の超問題児で信長のようなスタイルの人物。刃を仕込んだ下駄を武器にする。大放屁を使うなど、前作の虎丸に近い人物。
赤石 十蔵（あかし じゅうぞう）
関東最大の暴走族「金蜥蜴」総長にして、元男塾二号生筆頭・赤石剛次の息子。
日登 直樹（ひのぼり なおき）
男塾一号生筆頭。後に副筆頭と呼ばれる。
安東 洋明（あんどう ひろあき）
男塾一号生。前作の秀麻呂に相当する。前作の伊達臣人の遠縁筋にあたり、性根を叩き直すために男塾に入塾させられた。そして数々の経験を得て成長していく。
林 正治（はやし しょうじ）
男塾一号生。前作の椿山に相当する人物。
ブルーザ・マクドナルド
男塾一号生。通称マック。元プロレスラー（プロレスラーの前は軍人だった）。
江戸川（えどがわ）
前作では二号生筆頭代理で本作では20年以上たっても留年（原因は明かされず不明）し続け卒業できずに未だに男塾に在席する男塾総筆頭。
大豪院 煌鬼（だいごういん こうき）
かつて男塾の帝王と呼ばれた三号生筆頭・大豪院邪鬼の息子であり、男塾特号生。
江田島 魁（えだじま かい）
江田島平八の実子で獅子丸たちと同年齢。不良集団「X軍団」総長。
ケント
「X軍団」のNO.2。
ワールド男杯出場者
全員、ソドム編以降、男塾塾生として入塾する。以下、男杯で初登場した際の代表国。
張悟空（ちゃんごくう）
台湾代表。レギュラーの座に就く。
呉袁紹（ごえんしょう）
中国代表。レギュラーの座に就く。
韓翔卓（かんしょうたく）
中国代表。
張飛（ちょうひ）
中国代表。
シン
インド代表。張悟空、呉袁紹以外のワールド男杯出場者からの入塾組の中で唯一、ソドム七福神の大黒天と死闘を繰り広げるという見せ場が与えられた。
オゴタイ・ハーン
モンゴル代表。
イワン・ユニベスキー
ロシア代表。
アントニオ・グレコ
スペイン代表。
ツェタン・ラマ
チベット代表。
シラノ・ド・ベッソン
フランス代表。
アルニョ・カレロ
レモニスタン代表。
ジェロニモ
アメリカ代表。

江田島平八（えだじま へいはち）
男塾塾長。前作から引き続き登場。
鬼ヒゲ、飛行帽、鉄カブト
男塾教官。前作から引き続き登場。
権田 馬之助（ごんだ うまのすけ）
男塾の学生寮「男根寮」の寮長。前作から引き続き登場。
王大人（ワン ターレン）
江田島の盟友。前作から引き続き登場。
安松 哲平
今作から登場の男塾一号生専任教官。「新入り（サラ）殺しの安松」と言われている。
大河内 民明丸（おうこうち みんめいまる）
民明書房というあらゆる拳法に精通した出版社の代表取締役。
剣桃太郎（つるぎ ももたろう）
元男塾一号生筆頭にして、内閣総理大臣にまで登り詰めた男（現在は退いている）。
マスクマン
亜流魔偈呑（アルマゲドン）に男塾メンバーとともに参戦した紅い学ランを着た謎の人物。

### 梁山泊関係者
宋麒（そうき）
梁山泊副頭であり、前作の宋江（そうこう）将軍の息子。父親譲りの戦法を用いる。赤石の刀以上の豪刀を使う。当初父宋江を破った赤石のいる男塾を恨んでおり、梁山泊敷地内で赤石の息子十蔵と対戦するも惜敗し十蔵や男塾とも和解した。
斗斗（ドウドウ）
お館様の乗用パンダ。高い戦闘力を持ち信長と闘った。
劉燕（りゅうえん）
梁山泊首領。お館様とも呼ばれるがまだ年も若い。2人の兄の敵であるバラモン寺のケイマンを探して獅子丸らと行動を共にする。ドリルのように体を回転させて地中から奇襲する土錐乱（羅刹）、コマの上に乗り、機動性を上げる回殺独楽（センクウ）、一撃必殺の穿凶毒手拳（影慶）、とかつての男塾死天王を彷彿させる技を身につけている。バラモン寺の戦いでケイマンに敗れ、死亡。

### その他人々
タイロン
イケメンばかりの拳法寺、兆凶寺の首領。伸縮自在の毒爪を武器に戦う。秘薬を飲んでパワーアップした民明丸の鉄拳制裁を受けた後、改心した。元ネタは調教王子。
水鐘鬼（すいしょうき）
地下深くにある拳法寺鬼哭寺の番人。他2人の拳士（水豪鬼、水便鬼）と共に硫酸の池でシンクロナイズド戦法を使う。悟空に敗れた後、ローランによって3人とも死亡。
阿諷呂（あふうろ）
またの名をアフロ仙人。その名の通りアフロヘアーで、仙人の呼び名とはかけ離れたひらひら袖にベルボトムという1970年代のダンサールックをしている。だが、その強さは最強の幻術師と言われるほどで獅子丸と袁紹に絶対究極奥義"魁（さきがけ）"を伝授する。実は王大人の双子の弟。ダミアンとの戦いで勝利するが、自身も負傷し、獅子丸らに「魁」を伝授したあと、死亡。
豪快丸
『天より高く』に登場した大相撲史上最強と言われる大横綱。本作では伊達組が後援会を務める相撲部屋「大無双部屋」を開いており、「裏箱根地獄駅伝」でのお題である自身の髷を手に入れるべくやって来た安東に対して、髷を譲る条件として十番勝負を行う。
田山 イサム / タザン
東洋サファリパークの経営者の一人息子。その名の通りターザンに扮しており、サファリパークのジャングルで生活してから10年以上一歩も外界に出たことがなく、江田島は「究極の引きこもり」と評している。彼の手で年間何人ものサファリパーク入場者が行方不明となっている。極めて冷酷非情な性格をしており、人間の命を軽視しており、動物に対しても愛情の飴と電気鞭による体罰によって独裁者として君臨している。
マッスル吉村拓也
元格闘家。日本名を持ち日本で暮らしているが元は東南アジアの小国で生まれ、食糧難である祖国の子供たちのために、優勝賞金１億円の超絶悶絶大喰い大会に参加。大喰いの超絶奥義として、顎を外し口を大きくする技を持つ。
プリンセス園子
大食い界のアイドル。スマートでなおかつナイスバディ。頭には豚の鼻と耳を思わせる装飾をつけており、超絶悶絶大喰い大会に参加。キノコに詳しいが卑怯な手を使い、結局は決勝目前で敗れる。最終話の獅子丸たちの卒業式にも来賓として参列していた。
大田原 亀造
闇金融界の帝王と呼ばれる老人。男塾の借金を肩代わりする条件として、自身の故郷の村で30年に一度行われる八邪退散儀祭（はちじゃたいさんぎさい）の祭漢（さいかん）を男塾に依頼する。30年前に祭漢として八邪退散儀祭に挑戦したが、失敗に終わり体を壊してしまい車椅子生活を余儀なくされている。最終話の獅子丸たちの卒業式にも来賓として参列していた。

### ソドム世界会議
洪恩来（ほんえんらい）
表向きにはワールド男杯の主催者、その裏ではソドム世界会議の総統という2つの顔を持つ男。永遠の若さと強さを求め、鳳慧罵亜（ほうえばあ）を作り出し、男杯などで闘氣とあらゆる奥義を集めていた。念願通り若返ったが、獅子丸に鳳慧罵亜に叩きつけられてその機能が暴走して闘氣を浴びすぎた影響で老人の頭と赤ん坊の身体を持つ「子泣き爺」のような姿になってしまった。
藤堂兵衛（とうどう ひょうえ）
江田島の永遠の敵。ソドム世界会議日本支部長として再登場。江田島をひたすら憎しみ、男塾生をいたぶることに快感を得ている。しかし、一方で戦いを終えた後に江田島と暗に次の戦いを互いに心待ちするやり取りを交わしたり、江田島の悲報に号泣するなど、単純に憎い仇敵では括れない生き甲斐となっている。
後に、マスクマンとして男塾生たちの前に登場することとなる。詳細は男塾 (架空の学校)#教官（曉）を参照。
江田島とはある程度は和解したようで、最終話の獅子丸たちの卒業式にも来賓として参列していた。
月光
第153代目の三面拳月光。骨相撰術によって中華10億人の中から選ばれた。姿形は先代月光とそっくりで同じく生来の盲目。質実剛健の拳士だが、当代三面拳の中ではただ一人、人間味のある男。先代の技の他に体色を自由に操る奥義「鬆天流趨（すてんるすう）」を使う。
雷電
第153代目の三面拳雷電。骨相撰術によって中華10億人の中から選ばれた。姿形は先代雷電とそっくりだが、手下の猿たちをあっさり見捨てる非情さを持つ男。使用する技は先代雷電と同様。悟空に敗れたあと、自らが見捨てた猿たちの懇願によって救われたことから改心したが、飛燕の放った人食い蛍に喰い殺され死亡する。
飛燕
第153代目の三面拳飛燕。骨相撰術によって中華10億人の中から選ばれた。姿形は先代飛燕とそっくりだが、同じ三面拳の雷電を見せしめとして殺したり、奥義習得のために奥義書を殺して奪うなど先代とは正反対で冷徹冷酷な男。死体を操る技の他、鞏家兜指愧破千歩氣功拳、先代の技を進化させた鶴嘴万本（かくしまんぼん）を使う。これに加え人食い蛍と鋼線を用いた戦いで獅子丸を苦しめるが、獅子丸の怒りで巨大化した千歩氣功拳をまともに喰らい、塔から吹っ飛ばされて海に落とされた。
大三元兄弟
組織を裏切った洪と藤堂を始末するために現れたソドムの刺客。それぞれ額に「白」「發」「中」の文字が描かれている。信長と悟空がソドムの者でも応援していたほどだが、鳳慧罵亜で若返り、強さを手にし、ソドムを裏切った洪に返り討ちにされた。

#### ソドム七福神軍団
七福神の名をコードネームに持つ、ソドム世界会議の団員。
福禄寿
ソドム七福神軍団の一人。突いただけで相手の体を地面にめり込ませる技を使うほか、水辺での戦いに長けている。常に笑みを絶やさない表情をしているが、時折真剣な表情をすることも。江田島との戦いで超奥義を放つ前に瞬殺されるも、ソドム壊滅後も生き残った数少ない人物。しかし、復讐のため悟空に攻撃を加えようとして、弁財天に粛清されて公園の池に水没した。
弁財天
ソドム七福神軍団の一人。琵琶による洗脳音波の他、性別を自由に変えられる奥義「性天廻」を使い、男女の特性を活かした戦法を使う（本来の性別はどちらなのか不明）。女の時は美女（一度だけ美少女の姿となり、セーラー服とルーズソックスをまとった）、男の時はマッチョ。悟空に敗れるが、男としてはその男気に、女としては異性として惚れた。戦闘力を残していたために塾長参戦時に再登場するが、エビスと共に呆気なく敗れた。
後にソドムの生き残りとして行動し、台湾からの女子留学生「天麗」と偽って悟空と接触するも、悟空を手にかけることができずソドムを裏切ることになり、その心中を見かねた獅子丸の助言で男塾に入塾する（悟空には「天麗は留学期間が終わって台湾に帰った」と伝えられた）。入塾後の出番は江田島の葬式の時と、裏箱根地獄駅伝スタート前の時に各1コマだけ登場したのみ。
大黒天
ソドム七福神軍団の一人。最初は大黒天のような姿で現れたがそれはカモフラージュで本体はアトムヘアの拳士。…というのも実はカモフラージュで2人の小柄な大黒天が中に入っている。ダミー部分を利用した戦法を使う。死闘の末、シンを倒したが、獅子丸に正体を見抜かれて敗れ、寿老人に粛清された。
寿老人（閻豹）
ソドム七福神軍団の一人。全身に経の書かれた大男で神拳寺出身の袁紹のライバル。寿老人はソドムのコードネームで本名は閻豹。同門ということもあり袁紹と同じく、水鏡漿の使い手。袁紹とは神拳寺で学んだ間柄だったが、次期継承者を決める戦いで勝利はしたものの拳に邪な野心が見えるとされ敗北とされてしまい、それを不服とし暴れた末、懲戒墨を刻まれ神拳寺を脱走。ソドムの一員となった。袁紹との因縁の対決を行い、最後は袁紹の奥義「髪雷驚」で倒され、直後に投げられた毘沙門天の槍から袁紹を庇って死亡。死の間際、袁紹を庇ったことで人の心を得たため、懲戒墨も消えていった。
毘沙門天（クローン伊達）
ソドム七福神軍団の一人。天挑五輪大武會にて採取された伊達臣人の血液から複製されたクローン人間でその能力はオリジナルより優れているとされる。性格も本物の伊達と同じようであり、技もまったく同じものを使用できる。漢気もまた同じである。
布袋和尚
ソドム七福神軍団の一人。全身が柔らかく、弾力が非常に強い肉体を持つ（本人曰く究極の肉体）。息を吸い込みゴムマリのような体となり、その弾力を活かし、飛び跳ね回りながら矛を振り回す「弾毬餅」が超極奥義。毘沙門天（クローン伊達）と赤石十蔵の「斬岩先輩後輩誇羅墓（コラボ）剣」で真っ二つにされ、毘沙門天（クローン伊達）いわく「不味そうな鏡餅」になった。
エビス
ソドム七福神軍団の一人。出番は弁財天と共に塾長に倒された場面だけである。

### 瑪羅門（バラモン）一派
カイエン
バラモン第一の刺客で平八にかけられた秘法儀の様子を伺っていた。カラスを操り、自身も鳥のように飛翔することができるが袁紹の返り討ちに遭い、逃げ帰ったが処分された。
ローラン
バラモン第二の刺客で鬼哭寺を襲撃する。幽体離脱して戦う彌（び）という秘法儀を会得しており、初対決では獅子丸と袁紹に完勝している。だが、瀕死の袁紹に解毒剤を与えて救ったり、バラモン寺到達以降は獅子丸たちに協力的な態度を取ったりと謎の多い男。相棒のカエルのゲロヨンには並々ならぬ思い入れがある。
その正体は中国拳法秘密捜査局の捜査員であり紅神龍が持ち出した秘宝を奪回するために潜入していた。後に仕事のリスクに対する給料の安さに不満を抱き中国拳法秘密捜査局を辞職し、「魅死臨（ミシリン）」という格闘集団の格付けを行う組織の調査員となり、男塾に最高の三ッ星をつけたりするなど、最終決戦に協力。最終話の獅子丸たちの卒業式にも来賓として参列していた。
ダミアン
おかっぱヘアーのバラモン第三の刺客。バラモン最強の幻術の使い手でアフロ仙人を追いつめたが「魁」を受けて消滅した。
チンロン
2つに分かれたキューピーヘアが特徴のバラモン寺の闘士。ローランからバラモン寺次期首領の最終候補に残れなかったのが不思議な位の強敵と言われ、遠隔操作可能な追尾式の氣拳を用いる。獅子丸に敗れた後、ケイマンに処分された。
インレン
凄まじくはみ出した眉毛が特徴のバラモン寺の闘士。ローラン曰く、「厄介な奴」。体の大きさを自由に変化させる秘法儀を使う。煌鬼と戦うものの、足一本であっさりと倒される。
ケイマン
バラモン寺次期首領候補の一人。かつて大豪院邪鬼が得意とした真空殲風衝（しんくうせんぷうしょう）を使いこなし、立ち塞がるもの全てを骨とする。また、他者の肉体の一部を奪い自分のものとする彌胞移植蘇（みほういしょくせん）を体得し、自らの肉体の損傷を恐れぬ驚異の闘志の持ち主。梁山泊を襲い、劉燕の兄2人を殺害した人物。劉燕を返り討ちにしたが、袁紹の「魁」によって真空殲風衝を跳ね返され敗れる。その後、頭部を残して全身が骨と化してもなお袁紹に挑みかかるが、煌鬼の放った真空殲風衝によって完全に骨と化す。
サイアン
バラモン寺次期首領候補の一人。重力を操る秘法儀「恒星操重鑿（こうせいそうじゅうさく）」を会得している。煌鬼に敗れたあと、パイロンによって粛清された。
極度の閉所恐怖症。
パイロン
バラモン寺次期首領候補の一人。細菌を操る秘法儀「菌死胞（きんしほう）」を会得しており、次期首領候補筆頭の呼び声も高い。勝利のためならば手段を選ばない非情さと計算高さを持っている。菌の秘密を獅子丸に見破られ敗北後、紅神龍によって異空間へと飛ばされた。
紅神龍（ホンシェンロン）
バラモン寺第161代首領。江田島平八に敵の生体エネルギーを吸い取り玉に封印し弱らせる秘法儀、闇殺呪を使う。その他の秘法儀は空間を操りワームホールを生成する「亜空転還（あくうてんかん）」。かつて王と戦った経験があり、再戦を行い勝利する。呪いから復活した江田島塾長と死闘を繰り広げた末に破れ、最後は潔く敗北を認めた。最終決戦ではステーションを自爆させ小型宇宙艇で撤退するヒミコと、それを追う獅子丸を「亜空転換」で宇宙空間から男塾のグラウンドに転送させた。
最終話の獅子丸たちの卒業式にも来賓として参列していた。

### 風雲羅漢塾（ふううんらかんじゅく）
熊田 金造（くまだ きんぞう）
江田島平八のライバルにして、西の風雲羅漢塾塾長。江田島と双璧をなす実力者で関西方面で将来を背負って立つ漢を育てている。常に財政難の男塾と違い、資金は豊富でエリート塾生も多い。病魔に冒され、余命1ヶ月と診断され、最後の勝負を挑むため江田島の元へ訪れる。五芒真理星教との戦いの後、数万分の一の成功率の手術を受け、奇跡的に生還する。最終話の獅子丸たちの卒業式にも来賓として参列していた。
ヒゲテング
風雲羅漢塾教官。その名の通り天狗のような鼻とリボンを着けた辮髪、『羅漢塾』と書かれた褌一丁の姿をしている。男塾との勝負では鬼ヒゲと共に両塾の指揮を執る。
清元 篤（きよもと あつし）
羅漢塾塾生の総大将。熊田の養子でもある。勝負の最中に五芒真理星教によって連れ去られ、彼らに操られていたが、獅子丸によって救出される。
伊賀 辰造（いが しんぞう）
伊賀忍者出身の長身の男。その出自の通り、身軽さや忍術を武器にする。現実的だが、対戦相手の信長が子犬を助けるためにルール上失格になったのを故意に見逃し同じ場所から再スタートを切るなど、相手の男気を汲む懐の大きさを持ち合わせる。
赤岡 良太（あかおか りょうた）
小柄で小太りな元いじめられっ子。隻眼。心身共に自分の弱さを嘆き、強さを求めて羅漢塾で男を磨いている。少々性格はひね気味だが、度胸の入り具合は人一倍である。前作の、同じく羅漢塾の闇太郎を太らせたような外見。
トンバ
アフリカからの留学生でアフロ頭が特徴。大自然で鍛えた身体能力を持つ。外国人だが義理には篤く、男を磨いている。
富士森（ふじもり）
羅漢塾の上級生。二重人格者で普段は大人しいが、スイッチが入ると狂ったように暴れ続ける。あまりの凶暴性ゆえに留置所に入り続けていたため、20年留年し続けている。

### 王家の谷の守護者達（ファラオ・スフィンクス）
魅死臨の三ッ星を貰ったことで、亜流魔偈呑（アルマゲドン）に参加。「P・S」と略される。
ジェビル
前作のジェセルを思わせるミイラ男。実際は砂の中に潜んで人形を操っている。キングコブラ「アメハス」をも使い信長を退け（アメハスは倒された）、十蔵との戦いでも悟空の助けを要させるなど、なかなかの強敵。
オシリスの豐饒
前述の通りの、ミイラ男の人形を操る技。中国拳法で言う「傀儡操（かいらいそう）」。
ナイソスの黃昏
砂中から、砂が生き物であるかのような動きを見せつつ攻撃する奥義。
ツタンカーメン十五世
ファラオ・スフィンクスの現リーダー。ドレッドヘアーが特徴。先祖たちを頭が古いと言い、ロボットの鳥を使うなどの戦法に出たためマスクマンの怒りを買う。最初に名乗って以降は一貫して「ファラオ」と呼ばれた。
トト神の審判
大量の「石虫」を相手の全身に取りつかせ動きを封じ、あたかも石化したかのように見せる技。
ピクロス神の降臨
巨大な鳥に変身して攻撃する技と見せかけ、前述のロボット鳥を使用する。
メラホトの戦慄
中国拳法で言う「断崖宙乱関」。ピラミッドの頂上に鎖をつけ、そこにつかまって戦う。
その他のメンバー
上記2名を含め棺に入っていたため（ツタンカーメン十五世は黄金の棺）、ジェビルがうち一人のアヌビス（副官かは不明だが、期待されていた）と交代しようとしたところでマスクマンの「大菩薩流緊縛鎖（だいぼさつりゅうきんばくさ）」によってツタンカーメン十五世以外の全員が鎖で縛られ、棺から出ることもかなわなくなり戦闘不能となってしまった。

### 狼髏館（ろうろうかん）
五芒真理星教に人質として囚われた幼いお館様を助けるため、大会に出場。余裕を見せて3人での参加。
閻幻太子（えんげんたいし）
サングラスをかけており、多少の手段は選ばない。ネーミングセンスは悪いが自覚症状なし。
憑（ピン）
中国拳法で言う「憑混魂（ピンフンフン）」。あらゆるものにとり憑き、それに変身できる。彼は自らを自由の女神に変身させた。
自由の女神殺人ヨーヨー
自由の女神のかぶる冠を取り外し紐でくくり、ヨーヨーのように動かして攻撃する技。
滅墮墓太子（めっだぼたいし）
二番手。太っているように見えるが、実は数え切れないほどの調理器具・材料を拳法着の中に隠し持っているためで、実際には痩せている。自称「料理拳法家」。メタボ腹を男として最低として見ており、最も憎んでいる。
奧義猿廚火鍋（ユアンチュウフオグオ）
猿を使用した料理で、その匂いは無理矢理に相手の足をこちらに向けさせるほど。
蓮迴麵（れんかいめん）
麺で敵を捕らえ動きを封じる技。
星将太子（せいしょうたいし）
リーダー格。獅子丸と闘った。
輪環體（りんかんたい）
超絶超極絶対奥義。全身を輪切りにできる特異な肉体（縦でも良い）となり、敵の斬撃を無力化する。さらに、肉体を切り離し遠隔操作することも可能。
蛸闘拷（しょうとうごう）
腕そのものを蛸のように軟化して、伸縮自在にし鞭のようにも操る超絶奥義。

### 厳娜亜羅
最終決戦に参加するも狼髏館によって5人全員5分で息絶えたことだけが伝えられた。

### 淤凛葡繻（オリンポス）
こちらも3人での参加。五芒真理星教に人質にされた「女神」と呼ばれる亜汀奈（アテナ）を助けるために、シード選手として参戦した。その際、なにやら聖紆麈がヒミコと関係がありそうな説明がされかけたが、結局は不明。
亜葡論（アポロン）
信長の嫌いな美形キャラクター。信長とゴマ吉のコンビネーション攻撃の前に敗北。
淤凛葡繻超絶奥儀 射偉忍虞美威夢（シャイニングビーム）
額に装備した、太陽光線を収束する秘石を念で増幅し撃ちだす破壊光線。

搴兜稜萃（ケンタウロス）
聖紆麈の力で半人半馬となった男。赤石に敗れる。
淤凛葡繻秘技 ビーナスの円舞
中国拳法で言う「殺戮円盤」。刃物付きのフライングディスクを飛ばす。
淤凛葡繻超絶奥儀 天駆ける勇者
聖紆麈の念の力によって、ペガサスのように羽をつけた姿。技としては聖紆麈のもの。
アキレスの剣
淤凛葡繻に伝わる剣。自在に形を変えることができる。

聖紆麈（ゼウス）
「父は男塾に敗れた」と発言したが、前作の淤凛葡繻の誰の息子かは不明。多大な念の力を使う。マスクマンを倒すが、獅子丸の念想透化體の前に敗北。
淤凛葡繻超絶奥儀 天空のケイロン
空から、念で作った矢を降り注がせる。
淤凛葡繻超絶無比奥儀 聖紆麈の赫怒（ゼウスのかくど）
念の力で巨大化したように見せかける。一撃の威力はその大きさに比例する。
淤凛葡繻超極悶絶奥儀 リオンデスの怒り
念の力で伝説の神獣リオンデス（基本体はライオン、牛の角、蛇の尻尾、荒鷲の翼）となったように見せかける。上記の技と同様、攻撃の破壊力はすさまじく変化する。

### 五芒真理星教
ヒミコが設立した宗教団体。信者は全て厳選な審査で選ばれた世界角界の超大物で構成されている。宇宙ステーションを本部に持つ。最終的にヒミコのブサイクな素顔が曝露されたことで信者たちはヒミコを見限り教団を離反し、拉致された人質は男塾チームと離反した信者たちの手で救出された後にシャトルに乗って全員NASAの宇宙基地に着陸し、教祖のヒミコも逮捕されたことで教団は解散となった。
ヒミコ
教祖。常にマスクで顔の下半分を覆っている男。実はマスクで覆われた顔の下半分はどんな高度な整形手術をもってしても治らないブサイクな顔をしており、それを幼少の頃から馬鹿にされ、いじめられてきたことを怨んで、その復讐心から親が遺した遺産を元に五芒真理星教を組織して世界を支配しようとした（このようなことから獅子丸に「幼稚で屈折した野望」と過小評価される）が、獅子丸によって阻止される。テロリストとして国際指名手配もされており、獅子丸に敗れた後、本部である宇宙ステーションの自爆装置を起動し、自身は小型ロケットで脱出するも、それを追跡した獅子丸と共に小型ロケットは紅神龍の亜空転換で男塾のグラウンドに転送され、そのまま逮捕された。大豪院煌鬼を蘇生させるなど、医術および技術力の高さは本物のようである。
最終巻の獅子丸たちの卒業式に来賓として参列している。
蓮星
五芒星の一人。五芒真理星教の戦闘隊長。清元篤の師匠でもあるが、宇宙空間での対決で信長に敗れる。
星座冥界殺
念の力で宇宙塵を操り攻撃に使用する。信長との戦闘では彼の星座であるサソリに姿を変えさせて攻撃した。
拍星
五芒星の一人。
忍星
五芒星の一人。
鋼星
五芒星の一人。
體星
五芒星の一人。

## 単行本
ジャンプコミックスデラックス
1. 2001年10月4日刊行 ISBN 4-08-859233-6
2. 2002年3月4日刊行 ISBN 4-08-859277-8
3. 2002年7月4日刊行 ISBN 4-08-859307-3
4. 2002年11月1日刊行 ISBN 4-08-859327-8
5. 2003年3月4日刊行 ISBN 4-08-859346-4
6. 2003年7月4日刊行 ISBN 4-08-859366-9
7. 2003年12月4日刊行 ISBN 4-08-859393-6
8. 2004年4月30日刊行 ISBN 4-08-859415-0
9. 2004年9月3日刊行 ISBN 4-08-859433-9
10. 2004年12月3日刊行 ISBN 4-08-859450-9
11. 2005年4月4日刊行 ISBN 4-08-859494-0
12. 2005年9月2日刊行 ISBN 4-08-859519-X
13. 2006年1月5日刊行 ISBN 4-08-859551-3
14. 2006年5月2日刊行 ISBN 4-08-859572-6
15. 2006年10月4日刊行 ISBN 4-08-859601-3
16. 2007年2月2日刊行 ISBN 978-4-08-859623-5
17. 2007年6月4日刊行 ISBN 978-4-08-859646-4
18. 2007年10月4日刊行 ISBN 978-4-08-859671-6
19. 2008年2月4日刊行 ISBN 978-4-08-859690-7
20. 2008年7月4日刊行 ISBN 978-4-08-859716-4
21. 2008年12月9日刊行 ISBN 978-4-08-859744-7